# Balîn, Dunaiivți
Balîn (în ucraineană Балин) este localitatea de reședință a comunei Balîn din raionul Dunaiivți, regiunea Hmelnîțkîi, Ucraina.

## Demografie
Componența lingvistică a localității Balîn
     Ucraineană (98,85%)
     Alte limbi (0,7%)
Conform recensământului din 2001, majoritatea populației localității Balîn era vorbitoare de ucraineană (98,85%), existând în minoritate și vorbitori de alte limbi.